# Lagrezia comorensis
Lagrezia comorensis är en amarantväxtart som beskrevs av Alberto Judice Leote Cavaco. Lagrezia comorensis ingår i släktet Lagrezia och familjen amarantväxter. Inga underarter finns listade i Catalogue of Life.